# Celiakija
Celiakija  je sistemska bolezen, pri kateri povzroči uživanje glutena pri osebah z dednim nagnjenjem avtoimunsko vnetje.

## Etiologija
Za nastanek celiakije je pomembno dedno nagnjenje, izpostavljenost glutenu in imunski odziv proti lastnim celicam. Dedno nagnjenje predstavljata pri 95 % bolnikov prisotnost DQ2 in DQ8 poglavitnega kompleksa tkivne skladnosti (MHCII). K razvoju celiakije je nagnjenih kar 30 % belcev. Prisotnost HLADQ2 in/ali DQ8 predstavlja tveganje za razvoj bolezni, ne pomeni pa, da se bo celiakija v resnici tudi razvila. Kandidatni geni, povezani s celiakijo, se nahajajo na 2., 5., 6., 11. in 19. kromosomu. Pri bolnikih s celiakijo se glutenski epitopi vežejo na DQ2 in aktivirajo na gluten občutljive limfocite T, kar povzroči vnetni odziv v črevesju.

## Diagnoza
Diagnostika celiakije temelji na klinični sliki, določanju seroloških označevalcev
za celiakijo (antigliadinska protitelesa (AGA) razredov IgG in IgA, antiendomizijska protitelesa (EMA) razreda IgA in protitelesa proti tkivni transglutaminazi (t-TG) razreda IgA in IgG), genetskih preiskavah in biopsiji sluznice tankega črevesa z dokazom okvare črevesne sluznice.

## Simptomi
Za celiakijo ni značilne tipične bolezeske slike. Nekateri bolniki so popolnoma asimptomatski, lahko imajo znake pomanjkanja nekaterih hranil, lahko pa se kažejo hudi znaki v prebavilih. Simptomi se lahko začnejo kazati pri otrocih, takoj ko jim v prehrano uvedejo žita. Lahko zaostaja v rasti, je apatičen, neješč, bled. Simptomi so lahko še generalizirana hipotonija, trebušna napihnjenost, zavrt razvoj mišičja. Pri starejših otrocih lahko pride do slabokrvnosti in zavrte rasti. Pri odraslih se pogosto pojavljajo utrujenost, slabotnost in neješčnost. Lahko se pojavlja blažja in prehodna driska. Pogosti so znaki pomanjkanja vitamina D in kalcija (npr. osteopenija, osteoporoza). Nekateri bolniki izgubljajo telesno maso, pojavijo se lahko tudi razjede v ustih, stomatitis in glositis. Pri okoli 10 % se pojavi herpetiformni dermatitis v obliki srbečega izpuščaja.
Zelo pomembne so tudi težave, ki prizadenejo reproduktivni sistem. Dokazano je, da pride pri dekletih in
fantih z nezdravljeno celiakijo do zapoznele pubertete, pogostejše pa so tudi druge težave, predvsem neplodnost, pri ženskah tudi neredne menstruacije, pogostejši splavi, rojstvo otrok z nižjo porodno težo. Tudi nevrološke
težave so pri celiakiji dobro opisane. Že dalj časa je znano, da se pri bolnikih z nezdravljeno celiakijo pogosteje pojavljajo nevrološki zapleti (miopatije, epilepsija, cerebralna ataksija). V literaturi so kot zaplet celiakije opisane tudi nekatere psihiatrične bolezni. Sorazmerno pogosto, predvsem pri starejših bolnikih s celiakijo, so zvišane vrednosti serumskih transaminaz, ki kažejo na okvaro jeter, ta pa je reverzibilna in ob ustrezni dieti ne vodi v kronično jetrno okvaro. Najresnejši zaplet celiakije je razvoj rakavih bolezni,
predvsem malignega limfoma tankega črevesa.

## Zdravljenje
Edino dokazano uspešno zdravljenje celiakije je stroga prehrana brez glutena, ki se je mora bolnik držati vse življenje. Iz prehrane je treba izključiti vsa živila, ki vsebujejo gluten (pšenica, rž in ječmen; oves ne povzroča avtoimunskega vnetja pri osebah s celiakijo, vendar zaradi predelave pogosto vsebuje sledove drugih žit). Dokazana pomanjkanja vitaminov in
mineralov se zdravijo usmerjeno, z dodajanjem le-teh, npr. pri pomanjkanju železa se dajejo železovi pripravki. Vsaj
prve pol leta po ugotovitvi celiakije se priporoča uživanje multivitaminskih pripravkov. Pri nekaterih bolnikih vztrajajo znaki slabšega vsrkavanja hranil, predvsem maščob, kljub uvedbi diete. Vzrok je lahko prehodno nezadostno izločanje encimov iz trebušne slinavke, ki je posledica manjšega hormonskega spodbujanja izločanja zaradi okvarjenega delovanja sluznice tankega črevesa. Takšno prehodno pomanjkanje encimov trebušne slinavke se zdravi z nadomestki pankreatičnih encimov.

## Epidemiologija
V Evropi danes ocenjujejo, da je razširjenost celiakije 1 bolnik na 100 do 200 prebivalcev, kar pomeni, da je celiakija ena najpogostejših kroničnih bolezni nasploh. Naraščanje števila novoodkritih bolnikov je opazno tudi v Sloveniji.